# Дихапеталови
Дихапеталовите (Dichapetalaceae) са семейство растения от разред Малпигиецветни (Malpighiales).
Таксонът е описан за пръв път от френския ботаник Анри Ернест Байон през 1886 година.

## Родове
- Dichapetalum
- Stephanopodium
- Tapura